# Puchar Europy Mistrzów Klubowych w piłce siatkowej (1971/1972)
Puchar Europy Mistrzów Krajowych 1971/1972 - 13. sezon Pucharu Europy Mistrzów Krajowych rozgrywanego od 1959 roku, organizowanego przez Europejską Konfederację Piłki Siatkowej (CEV) w ramach europejskich pucharów dla męskich klubowych zespołów siatkarskich "starego kontynentu".

## Drużyny uczestniczące
| Państwo        | Drużyna                     |
| -------------- | --------------------------- |
| Albania        | Dinamo Tirana               |
| Belgia         | Rebels Lier                 |
| Bułgaria       | CSKA Sofia                  |
| Czechosłowacja | Zetor Zbrojovka Brno        |
| Finlandia      | Ruolainen Kanastus          |
| Hiszpania      | Atletico Madryt             |
| Grecja         | Panathinaikos Ateny         |
| Holandia       | Delta Lloyd AMVJ Amstelveen |
| Izrael         | Hapoel Ha-Mapil             |
| Portugalia     | FC Porto                    |
| RFN            | USC Münster                 |
| Turcja         | Galatasaray Stambuł         |
| Włochy         | Ruini Florencja             |

## Runda wstępna
| Data | Drużyna 1       | Wynik | Drużyna 2       | Sety |
| ---- | --------------- | ----- | --------------- | ---- |
|      | Atletico Madryt | 1:3   | Hapoel Ha-Mapil |      |
|      | Atletico Madryt | 2:3   | Hapoel Ha-Mapil |      |

## Faza finałowa

### Runda 1/8
| Data | Drużyna 1                   | Wynik | Drużyna 2           | Sety |
| ---- | --------------------------- | ----- | ------------------- | ---- |
|      | Delta Lloyd AMVJ Amstelveen |       |                     |      |
|      |                             |       |                     |      |
|      | Panathinaikos Ateny         | 1:3   | Dinamo Tirana       |      |
|      | Dinamo Tirana               | 3:0   | Panathinaikos Ateny |      |
|      |                             |       |                     |      |
|      | Rebels Lier                 |       |                     |      |
|      |                             |       |                     |      |
|      | CSKA Sofia                  | 3:0   | Ruolainen Kanastus  |      |
|      | Ruolainen Kanastus          | 0:3   | CSKA Sofia          |      |
|      |                             |       |                     |      |
|      | Zetor Zbrojovka Brno        |       |                     |      |
|      |                             |       |                     |      |
|      | Ruini Florencja             | 3:0   | Hapoel Ha-Mapil     |      |
|      | Hapoel Ha-Mapil             | 1:3   | Ruini Florencja     |      |
|      |                             |       |                     |      |
|      | USC Münster                 |       |                     |      |
|      |                             |       |                     |      |
|      | Galatasaray Stambuł         | 3:0   | FC Porto            |      |
|      | FC Porto                    | 3:1   | Galatasaray Stambuł |      |

### Półfinał

#### Grupa A
Amsterdam
Wyniki
| Data  | Drużyna 1                   | Wynik | Drużyna 2     | Sety |
| ----- | --------------------------- | ----- | ------------- | ---- |
| 07.01 | Rebels Lier                 | 3:1   | Dinamo Tirana |      |
| 07.01 | Delta Lloyd AMVJ Amstelveen | 3:0   | CSKA Sofia    |      |
|       |                             |       |               |      |
| 08.01 | Dinamo Tirana               | 3:0   | CSKA Sofia    |      |
| 08.01 | Delta Lloyd AMVJ Amstelveen | 3:1   | Rebels Lier   |      |
|       |                             |       |               |      |
| 09.01 | Dinamo Tirana               | 3:1   | Rebels Lier   |      |
| 09.01 | Delta Lloyd AMVJ Amstelveen | 3:1   | CSKA Sofia    |      |

Tabela
| Lp. | Drużyna                     | Pkt | Mecze | Mecze | Mecze | Sety | Sety | Sety  |
| Lp. | Drużyna                     | Pkt | M     | W     | P     | wyg. | prz. | ratio |
| --- | --------------------------- | --- | ----- | ----- | ----- | ---- | ---- | ----- |
| 1   | Delta Lloyd AMVJ Amstelveen | 6   | 3     | 3     | 0     | 9    | 1    | 9.000 |
| 2   | Dinamo Tirana               | 5   | 3     | 2     | 1     | 6    | 6    | 1.000 |
| 3   | Rebels Lier                 | 4   | 3     | 1     | 2     | 4    | 7    | 0.571 |
| 4   | CSKA Sofia                  | 3   | 3     | 0     | 3     | 4    | 9    | 0.444 |

#### Grupa B
Florencja
Wyniki
| Data  | Drużyna 1            | Wynik | Drużyna 2           | Sety |
| ----- | -------------------- | ----- | ------------------- | ---- |
| 07.01 | Ruini Florencja      | 3:1   | USC Münster         |      |
| 07.01 | Zetor Zbrojovka Brno | 3:0   | Galatasaray Stambuł |      |
|       |                      |       |                     |      |
| 08.01 | Zetor Zbrojovka Brno | 3:1   | USC Münster         |      |
| 08.01 | Ruini Florencja      | 3:0   | Galatasaray Stambuł |      |
|       |                      |       |                     |      |
| 09.01 | USC Münster          |       | Galatasaray Stambuł |      |
| 09.01 | Zetor Zbrojovka Brno | 3:1   | Ruini Florencja     |      |

Tabela
| Lp. | Drużyna              | Pkt | Mecze | Mecze | Mecze | Sety | Sety | Sety  |
| Lp. | Drużyna              | Pkt | M     | W     | P     | wyg. | prz. | ratio |
| --- | -------------------- | --- | ----- | ----- | ----- | ---- | ---- | ----- |
| 1   | Zetor Zbrojovka Brno | 6   | 3     | 3     | 0     | 9    | 2    | 4.500 |
| 2   | Ruini Florencja      | 5   | 3     | 2     | 1     | 7    | 4    | 1.750 |
| 3   | USC Münster          | 2   | 2     | 0     | 2     | 2    | 6    | 0.333 |
| 4   | Galatasaray Stambuł  | 2   | 2     | 0     | 2     | 0    | 6    | 0.000 |

### Finał
Bruksela
Wyniki
| Data  | Drużyna 1                   | Wynik | Drużyna 2                   | Sety |
| ----- | --------------------------- | ----- | --------------------------- | ---- |
| 04.02 | Zetor Zbrojovka Brno        | 3:1   | Ruini Florencja             |      |
| 04.02 | Delta Lloyd AMVJ Amstelveen | 3:0   | Dinamo Tirana               |      |
|       |                             |       |                             |      |
| 05.02 | Zetor Zbrojovka Brno        | 3:0   | Dinamo Tirana               |      |
| 05.02 | Amvy Deltalloyd Amsterdam   | 3:1   | Ruini Florencja             |      |
|       |                             |       |                             |      |
| 06.02 | Ruini Florencja             | 3:2   | Dinamo Tirana               |      |
| 06.02 | Zetor Zbrojovka Brno        | 3:1   | Delta Lloyd AMVJ Amstelveen |      |

Tabela
| Lp. | Drużyna                     | Pkt | Mecze | Mecze | Mecze | Sety | Sety | Sety  |
| Lp. | Drużyna                     | Pkt | M     | W     | P     | wyg. | prz. | ratio |
| --- | --------------------------- | --- | ----- | ----- | ----- | ---- | ---- | ----- |
| 1   | Zetor Zbrojovka Brno        | 6   | 3     | 3     | 0     | 9    | 2    | 4.500 |
| 2   | Delta Lloyd AMVJ Amstelveen | 5   | 3     | 2     | 1     | 7    | 4    | 1.750 |
| 3   | Ruini Florencja             | 4   | 3     | 1     | 2     | 5    | 8    | 0.625 |
| 4   | Dinamo Tirana               | 3   | 3     | 0     | 3     | 2    | 9    | 0.222 |

## Klasyfikacja końcowa
| Miejsce | Drużyna                     |
| ------- | --------------------------- |
| złoto   | Zetor Zbrojovka Brno        |
| srebro  | Delta Lloyd AMVJ Amstelveen |
| brąz    | Ruini Florencja             |
| 4.      | Dinamo Tirana               |